# Titanite
La titanite (simbolo IMA: Ttn) è un minerale comune del gruppo della titanite appartenente alla famiglia dei "silicati" con composizione chimica CaTi(SiO4)O.
Strutturalmente appartiene ai nesosilicati.

## Etimologia e storia
La titanite fu scoperta per la prima volta nelle miniere di grafite di Hauzenberg, nella foresta bavarese. Fu descritto per la prima volta nel 1795 da Martin Heinrich Klaproth, che diede il nome al minerale in base al suo contenuto di titanio.
La titanite è conosciuta anche con il sinonimo di sfene dal greco antico σφήν ('sphén', cuneo) a causa delle sue forme cristalline spesso a forma di cuneo.

## Classificazione
La classica nona edizione della sistematica dei minerali di Strunz, aggiornata dall'Associazione Mineralogica Internazionale (IMA) fino al 2009, elenca la titanite nella classe "9. Silicati (germanati)" e nella sottoclasse "9.A Nesosilicati"; questa viene ulteriormente suddivisa in base alla struttura del minerale, in modo tale che la titanite possa essere trovata nella sezione "9.AG Nesosilicati con anioni aggiuntivi; cationi in coordinazione > [6] ± [6]" dove forma il sistema nº 9.AG.15 insieme a malayaite, natrotitanite e vanadomalayaite.
Tale classificazione è mantenuta anche nell'edizione successiva, proseguita dal database "mindat.org" e chiamata Classificazione Strunz-mindat, nella quale la titanite, oltre ai minerali già citati, è nel sistema nº 9.AG.15 anche insieme a żabińskiite.
Nella Sistematica dei lapis (Lapis-Systematik) di Stefan Weiß la titanite è nella classe dei "silicati" e nella sottoclasse dei "nesosilicati con anioni non tetraedrici"; qui è nella sezione dei minerali con "cationi con numeri di coordinazione compresi tra [8] e [12]" dove forma il sistema nº VIII/B.12 insieme a vanadomalayaite, malayaite, żabińskiite, natrotitanite e trimounsite-(Y).
Anche la classificazione dei minerali secondoDana, utilizzata principalmente nel mondo anglosassone, elenca la titanite nella famiglia dei "silicati"; qui è nella classe dei "nesosilicati: gruppi SiO4 e O, OH, F e H2O" e nella sottoclasse dei "nesosilicati: gruppi SiO4 e O, OH, F e H2O con cationi in coordinazione [6] e/o > [6]" dove forma il "gruppo della titanite" con il numero di sistema nº 52.04.03 insieme a malayaite e vanadomalayaite.

## Abito cristallino
La titanite cristallizza nel sistema monoclino nel gruppo spaziale P21/a con le costanti reticolari a = 7,057 Å, b = 8,707 Å, c = 6,555 Å e β = 113,81°, oltre ad avere 4 unità di formula per cella unitaria.

## Origine e giacitura
La titanite è un minerale accessorio comune nelle rocce plutoniche intermedie e felsiche, nelle pegmatiti e nelle vene alpine, ma anche in gneiss, scisti e alcuni skarn; raramente detritico.
Il minerale è molto comune ed è stato trovato in moltissime località sparse per il mondo.
La sua località tipo è il deposito "Titanite" presso Hauzenberg (in Baviera, Germania).

## Forma in cui si presenta in natura
La titanite forma cristalli cuneiformi compatti e massicci, con dimensioni fino a 16 cm. Essi sono da trasparenti e traslucidi, con lucentezza adamantina e colori piuttosto vari: marrone, verde, giallo, arancione, rosa-rosso, nero, beige, grigio, grigio-blu, bluastro, ma anche incolore; il colore del loro striscio è bianco.

## Galleria d'immagini

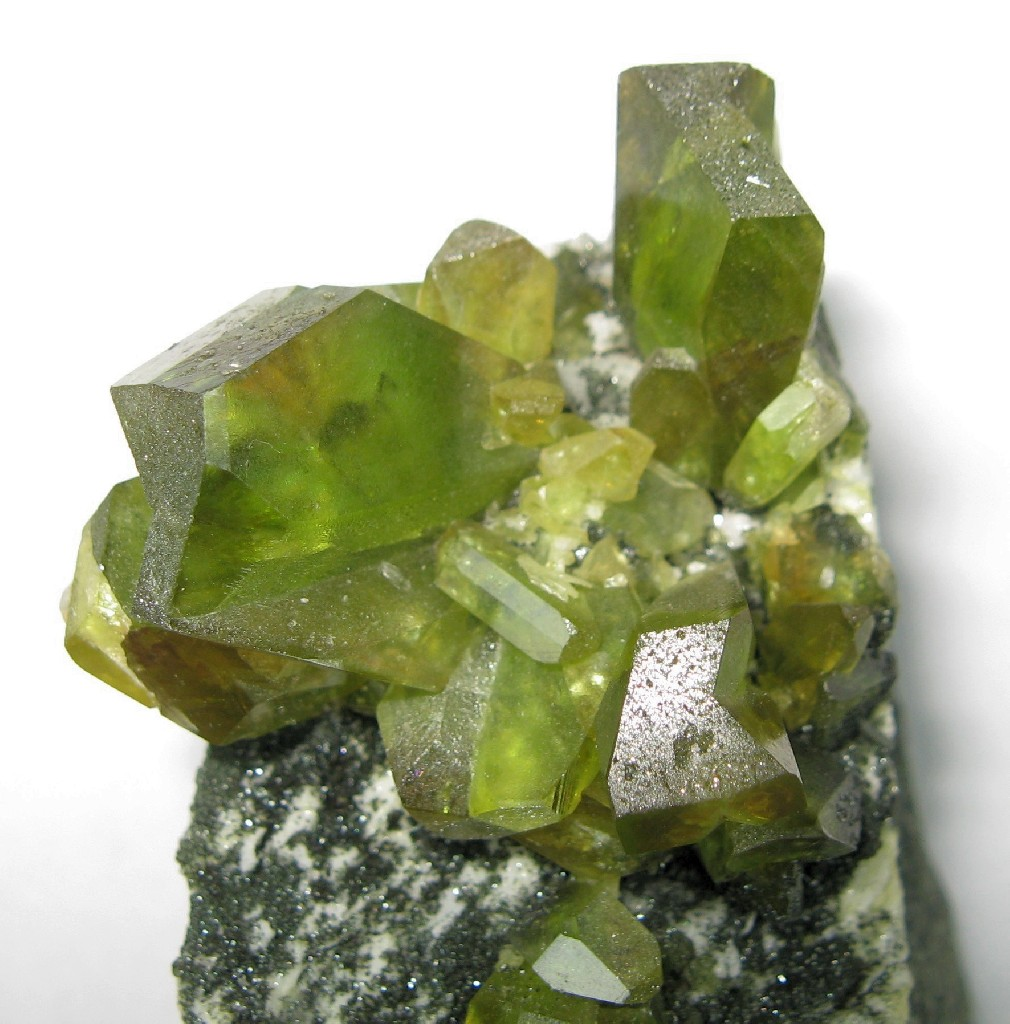
Cristallo verde di titanite proveniente dal Pakistan.
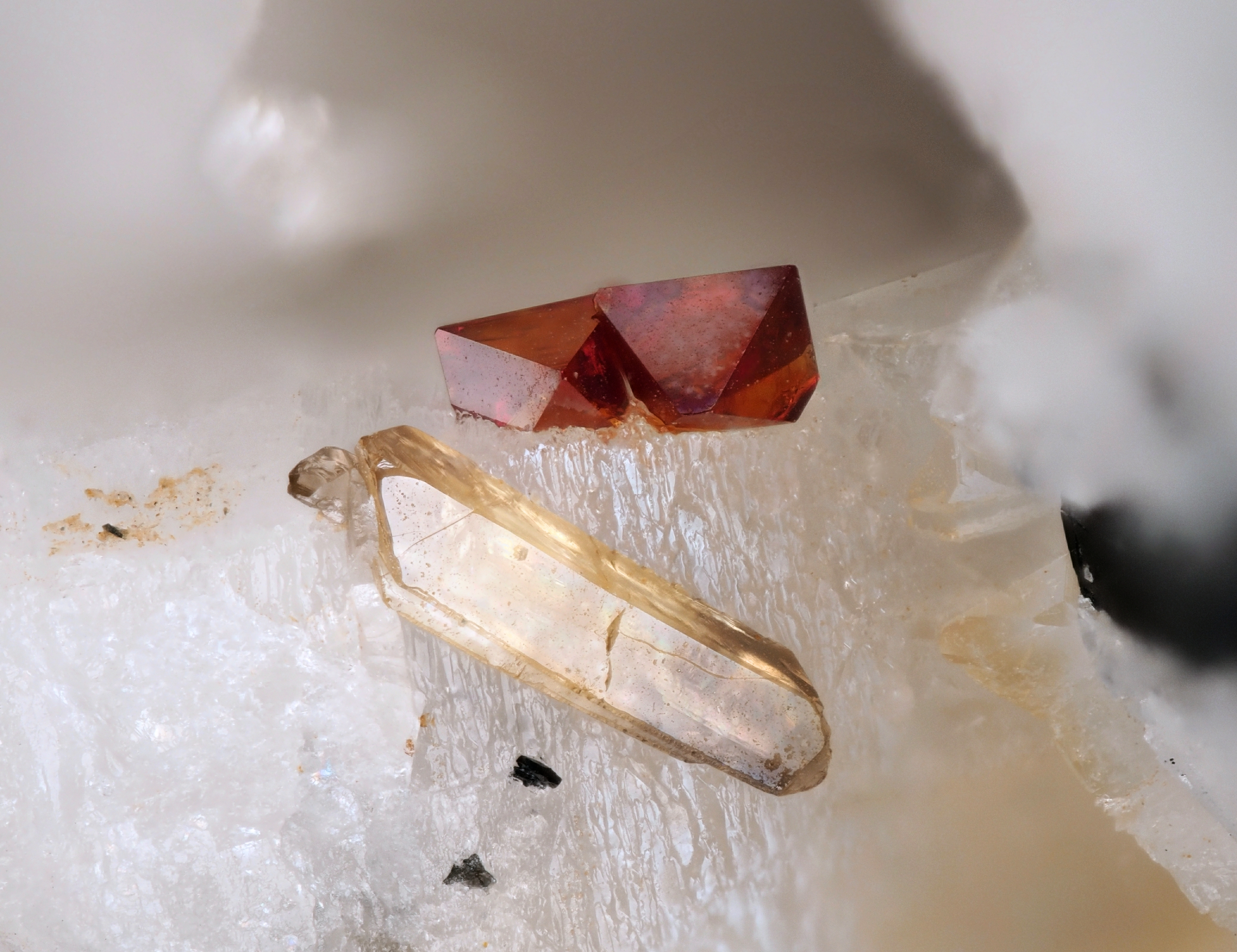
Cristallo di sanidino con fluornatropirocloro e titanite (di color miele) proveniente da São Miguel, Azzorre - Portogallo)
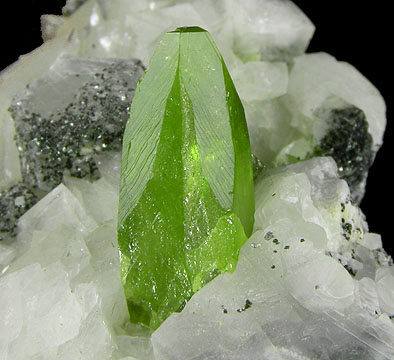
Titanite-adularia-clinocloro dal distretto di Skardu in Pakistan
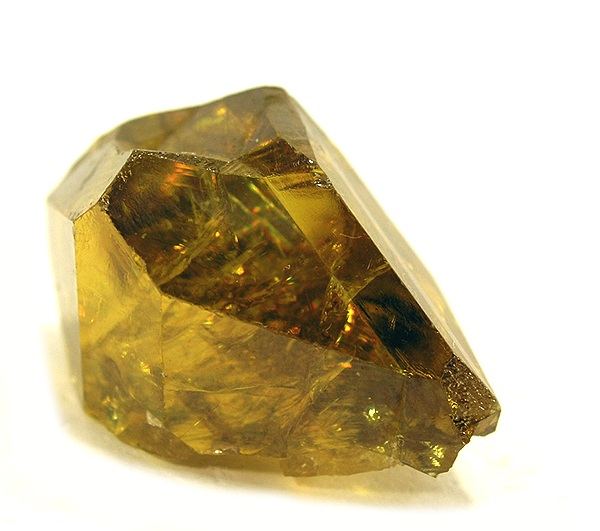
Titanite color ambra proveniente dal Badakhshan (Afghanistan)
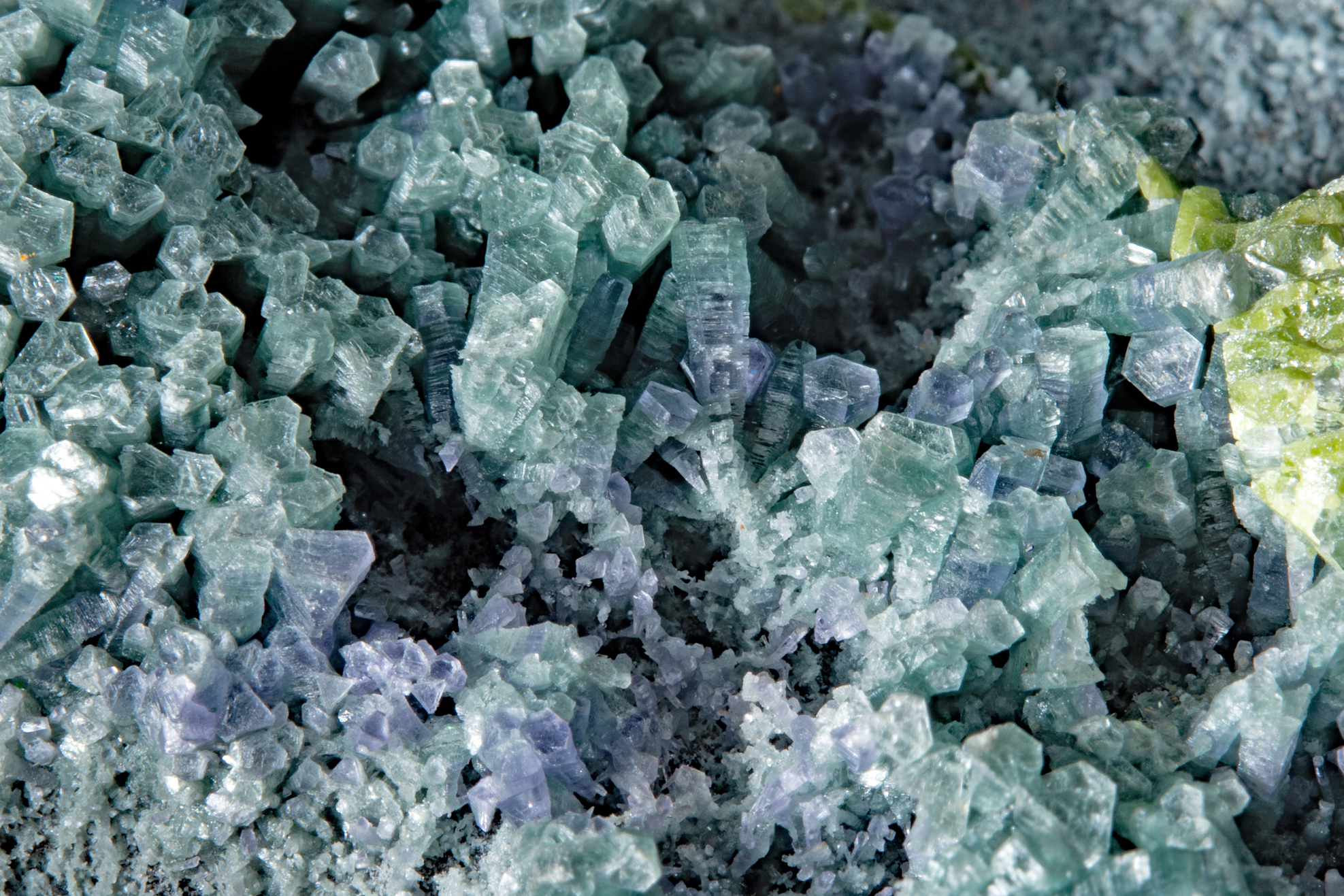
Amesite e titanite, dall'oblast' di Perm', Russia